# かす (YouTuber)
かす（1997年5月20日 ‐ ）は、日本の女性YouTuber、ファッションモデル。本名は小林 愛佳（こばやし あいか）。OOO Entertainment所属。

## 来歴
高校生の時に、YouTuberグループ「おふざけマニア」として活動を開始。その後、かやくま、たんまう、みさと共にYouTuberグループ「ぴあステレオ」を結成。
2016年3月、伊奈学園総合高等学校を卒業。4月、養護教諭を目指して、東京家政大学人文学部心理カウンセリング学科に進学。
2016年9月9日、個人のYouTubeチャンネルを開設。11月、VAZに所属。
2017年7月、同じくVAZ所属の怪盗ピンキーと共にYouTuberグループ「オッドアイ」を結成し、VAZの専門プロダクションであるNextStageに参加。
2017年9月4日、NextStageに所属するヒカル、ラファエル、いっくんが起こしたVALU騒動により活動を休止。翌年1月10日、活動を再開。
2019年7月25日、同じくVAZ所属のスカイピースのテオくんと☆イニ☆、まあたそと共にYouTuberグループ「青春☆しゅわしゅわクラブ」を結成。
2019年12月、VAZを退所。のちにGarou（現 OOO Entertainment）に所属。
2020年2月19日、フレグランスブランド「Confair（コンフェア）」のプロデュースを開始。
2020年3月、大学を卒業。8月19日、チャンネル登録者数が100万人を突破。
2021年3月31日、ファッションブランド「Boka nii（ボカニー）」のプロデュースを開始。12月7日、カラコンブランド「prismel（プリズメル）」のプロデュースを開始。
2021年9月13日より、ABEMAの恋愛リアリティ番組『今日、好きになりました。』に恋愛見届け人（司会進行役）としてシリーズ出演。
2023年3月17日、ファッション雑誌『LARME』のレギュラーモデルに就任。

## 出演

### ウェブ番組
- 今日、好きになりました。 第38弾 - 現在（ABEMA SPECIAL、2021年9月13日 - 現在） - 恋愛見届け人[13]
- 突然ですが占ってもいいですか？（フジテレビ・YouTube、2025年1月10日）

## 広告

### CM
- 湘南美容クリニック テレビCM（SBCメディカルグループ、2023年12月9日）[15]

### 広報
- Confair プロデューサー（2020年2月19日）[8]
- Boka nii プロデューサー（ダイレクトテック、2021年3月31日）[10][11]
- prismel プロデューサー（SMブランド、2021年12月7日）[12]

## 音楽作品

### 参加楽曲
- 青春☆しゅわしゅわクラブ「あお」（2019年9月2日）
- 青春☆しゅわしゅわクラブ「アクション」（2024年1月17日）[16]

## 書籍

### 雑誌
- LARME（LARME、2023年3月17日 - 現在） - レギュラーモデル[14]